# Saltos ornamentais no Campeonato Mundial de Esportes Aquáticos de 2017 - Trampolim 3 m sincronizado masculino
A prova de trampolim 3 m sincronizado masculino dos saltos ornamentais no Campeonato Mundial de Esportes Aquáticos de 2017 foi realizada no dia 15 de julho, em Budapeste, Hungria.

## Calendário
| Fase              | Data        | Hora  |
| ----------------- | ----------- | ----- |
| Rodada preliminar | 15 de julho | 10:00 |
| Final             | 15 de julho | 18:30 |

## Medalhistas
| Ouro                                      | Prata                       | Bronze                                |
| Rússia · Evgeny Kuznetsov · Ilya Zakharov | China · Cao Yuan · Xie Siyi | Ucrânia · Oleh Kolodiy · Illya Kvasha |

## Resultados
Esses foram os resultados da competição.
| Pos.              | Nacionalidade  | Saltadores                           | Preliminar | Preliminar | Final       | Final       |
| Pos.              | Nacionalidade  | Saltadores                           | Pontos     | Pos.       | Pontos      | Pos.        |
| ----------------- | -------------- | ------------------------------------ | ---------- | ---------- | ----------- | ----------- |
| Medalha de ouro   | Rússia         | Evgeny Kuznetsov Ilya Zakharov       | 436.86     | 2          | 450.30      | 1           |
| Medalha de prata  | China          | Cao Yuan Xie Siyi                    | 438.84     | 1          | 443.40      | 2           |
| Medalha de bronze | Ucrânia        | Oleh Kolodiy Illya Kvasha            | 398.91     | 6          | 429.99      | 3           |
| 4                 | Reino Unido    | Jack Laugher Chris Mears             | 401.88     | 5          | 418.20      | 4           |
| 5                 | Alemanha       | Stephan Feck Patrick Hausding        | 397.65     | 7          | 415.35      | 5           |
| 6                 | Estados Unidos | Sam Dorman Michael Hixon             | 410.10     | 3          | 409.05      | 6           |
| 7                 | México         | Rodrigo Diego Adan Zúñiga            | 383.88     | 10         | 397.17      | 7           |
| 8                 | Coreia do Sul  | Kim Yeong-nam Woo Ha-ram             | 378.75     | 8          | 396.90      | 8           |
| 9                 | Canadá         | Philippe Gagné François Imbeau-Dulac | 404.43     | 4          | 390.06      | 9           |
| 10                | Malásia        | Chew Yiwei Ooi Tze Liang             | 384.69     | 9          | 370.77      | 10          |
| 11                | Itália         | Gabriele Auber Lorenzo Marsaglia     | 374.40     | 12         | 368.64      | 11          |
| 12                | Austrália      | Matthew Carter Kevin Chávez          | 377.91     | 11         | 357.33      | 12          |
| 13                | Espanha        | Nicolás García Héctor García         | 372.30     | 13         | Não avançou | Não avançou |
| 14                | Suíça          | Guillaume Dutoit Simon Rieckhoff     | 369.45     | 14         | Não avançou | Não avançou |
| 15                | Polónia        | Kacper Lesiak Andrzej Rzeszutek      | 351.93     | 15         | Não avançou | Não avançou |
| 16                | Bielorrússia   | Yauheni Karaliou Mikita Tkachou      | 341.01     | 16         | Não avançou | Não avançou |
| 17                | Singapura      | Mark Lee Timothy Lee                 | 335.52     | 17         | Não avançou | Não avançou |
| 18                | Colômbia       | Alejandro Arias Sebastián Morales    | 326.79     | 18         | Não avançou | Não avançou |
| 19                | Geórgia        | Sandro Melikidze Tornike Onikashvili | 316.14     | 19         | Não avançou | Não avançou |
| 20                | Chile          | Diego Carquin Donato Neglia          | 295.23     | 20         | Não avançou | Não avançou |
| 21                | Macau          | Lei Wai Shing Leong Kam Cheong       | 274.17     | 21         | Não avançou | Não avançou |

Legenda
| Recorde mundial       | Recorde mundial (World record)               |                       | Recorde africano                      | Recorde africano (African) |                                           | Q | Classificado por posição (Qualified) |
| Recorde do campeonato | Recorde do campeonato (Championship record)  | Recorde da América    | Recorde da América (Americas)         | q                          | Classificado por melhor tempo (Qualified) |   |                                      |
| Melhor marca do ano   | Melhor marca do ano (World leading)          | Recorde asiático      | Recorde asiático (Asian)              | DNS                        | Não largou (Did not start)                |   |                                      |
| Recorde nacional      | Recorde nacional (National record)           | Recorde europeu       | Recorde europeu (European)            | DNF                        | Não terminou (Did not finish)             |   |                                      |
| Recorde pessoal       | Recorde pessoal do atleta (Personal best)    | Recorde da Oceania    | Recorde da Oceania (Oceania)          | DSQ / DQ                   | Desclassificado (Disqualified)            |   |                                      |
| Recorde da temporada  | Recorde da temporada do atleta (Season best) | Recorde sul-americano | Recorde sul-americano (South America) | NM                         | Sem marca (No mark)                       |   |                                      |